# 南方山拐枣
南方山拐枣（学名：Poliothyrsis sinensis var. subglabra）为大风子科山拐枣属下的一个变种。

## 扩展阅读
- 維基物種上的相關：南方山拐枣